# Egle atomaria
Egle atomaria är en tvåvingeart som först beskrevs av Zetterstedt 1845.  Egle atomaria ingår i släktet Egle och familjen blomsterflugor. Arten är reproducerande i Sverige. Inga underarter finns listade i Catalogue of Life.